# Anna von Sachsen (1420–1462)
Anna von Sachsen (* 5. Juni 1420; † 17. September 1462 in Spangenberg) war eine Prinzessin von Sachsen und durch Heirat Landgräfin von Hessen.

## Leben
Anna war die älteste Tochter des Kurfürsten Friedrich I. von Sachsen (1370–1428) aus dessen Ehe mit Katharina (1395–1442), Tochter des Herzogs Heinrich I. von Braunschweig.
Anna, ausgestattet mit einer Mitgift von 19.000 rheinischen Goldgulden, heiratete am 8. September 1433 in Kassel Landgraf Ludwig I. von Hessen. Die Verlobung war anlässlich der Erbverbrüderung beider Häuser 1431 in Rotenburg an der Fulda bekannt gegeben worden. Durch seine Ehe erweiterte Ludwig sein Territorium erheblich. Er erhielt von Annas Bruder Friedrich II. Eschwege und Sontra aus sächsischem Besitz zurück; Friedrich II. verzichtete zusätzlich auf seine Rechte an Wanfried.

## Nachkommen
Aus ihrer Ehe mit Ludwig hatte Anna folgende Kinder:
- Ludwig (1438–1471), Landgraf von Hessen

⚭ 1454 Gräfin Mechthild von Württemberg (1438–1495)
- Heinrich III. (1440–1483), Landgraf von Hessen-Marburg

⚭ Gräfin Anna von Katzenelnbogen (1443–1494)
- Hermann (1449–1508), 1480–1508 Erzbischof von Köln
- Elisabeth (1453–1489), genannt „die Schöne“

⚭ 1464 Graf Johann III. von Nassau-Weilburg (1441–1480)
- Friedrich (1458–1463)